# كارلوس كاسترو بورخا
كارلوس كاسترو بورخا (بالإسبانية: Carlos Castro Borja)‏ (1 أغسطس 1967 بسان سلفادور في السلفادور - ) هو لاعب كرة قدم سلفادوري في مركزي الدفاع وقلب الدفاع. شارك مع منتخب السلفادور لكرة القدم. أما مع النوادي، فقد لعب مع غراتزر أي كاي وأتلتيكو مارته ‏ ونادي سانتانيكوس أسوشيتد وسان سلفادور ‏ وADET ‏ وA.D. Chalatenango ‏ وDeportivo Zacapa ‏ ونادي لويس أنخيل فيربو.

## وصلات خارجية
- كارلوس كاسترو بورخا على موقع الاتحاد الدولي (مؤرشف)  (الإنجليزية)
- كارلوس كاسترو بورخا على موقع قاعدة بيانات كرة القدم.إي يو (الإنجليزية)
- كارلوس كاسترو بورخا على موقع قاعدة بيانات كرة القدم.إي يو (الإنجليزية)
- كارلوس كاسترو بورخا على موقع ناشيونال فوتبول تيمز (الإنجليزية)